# カシミール

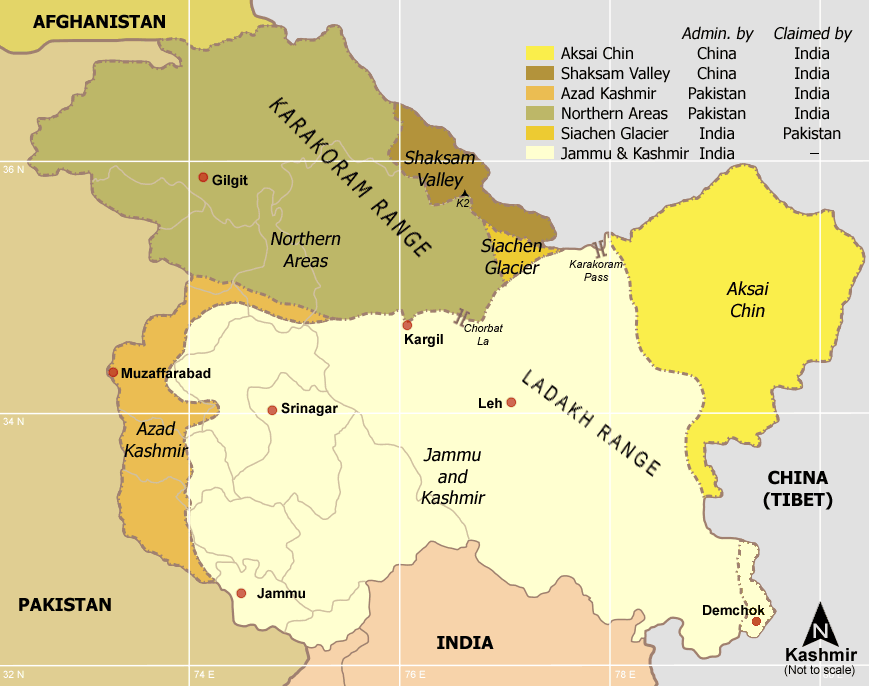
現在のカシミールの実効支配勢力図

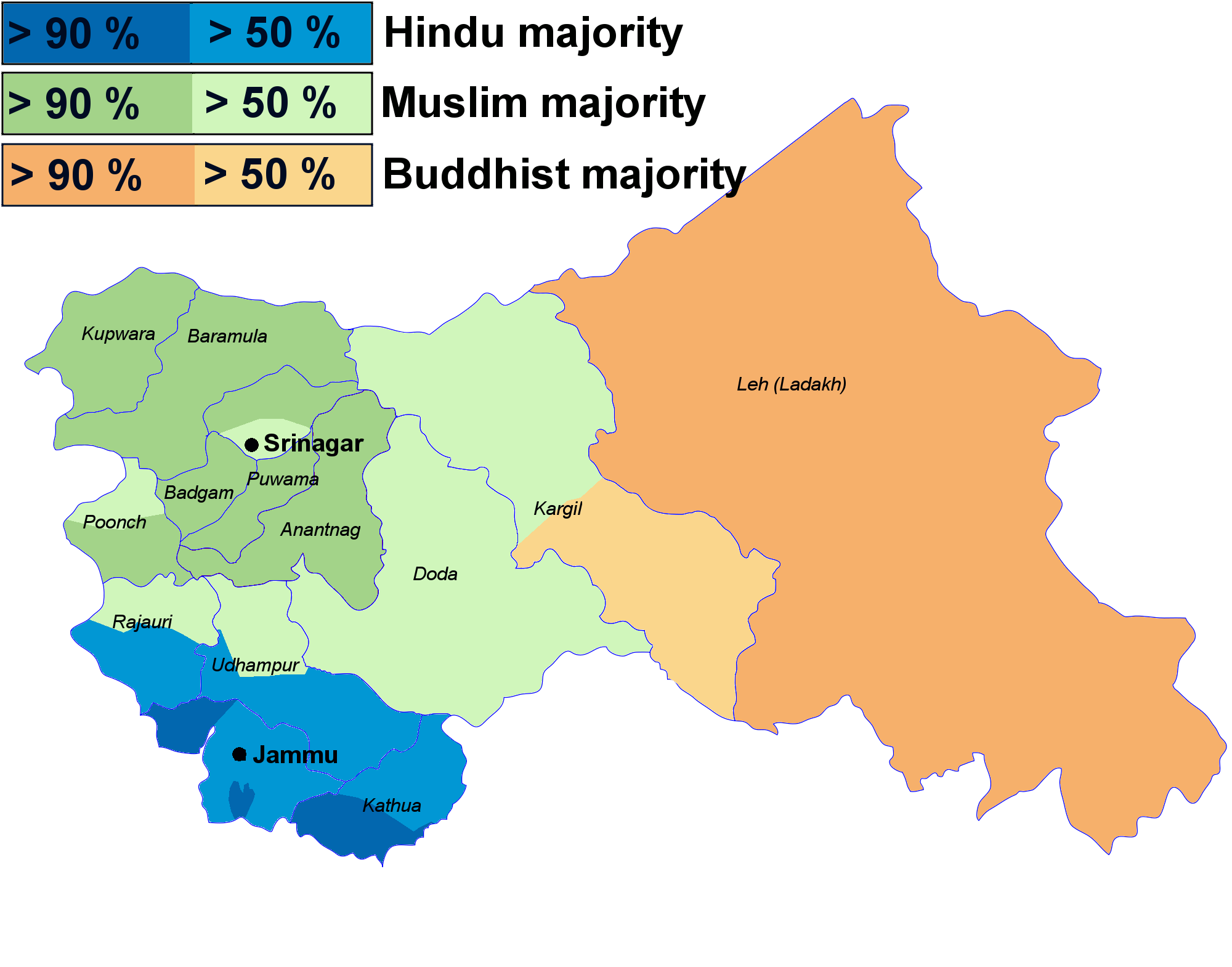
ジャンムー・カシミール州内の宗教分布

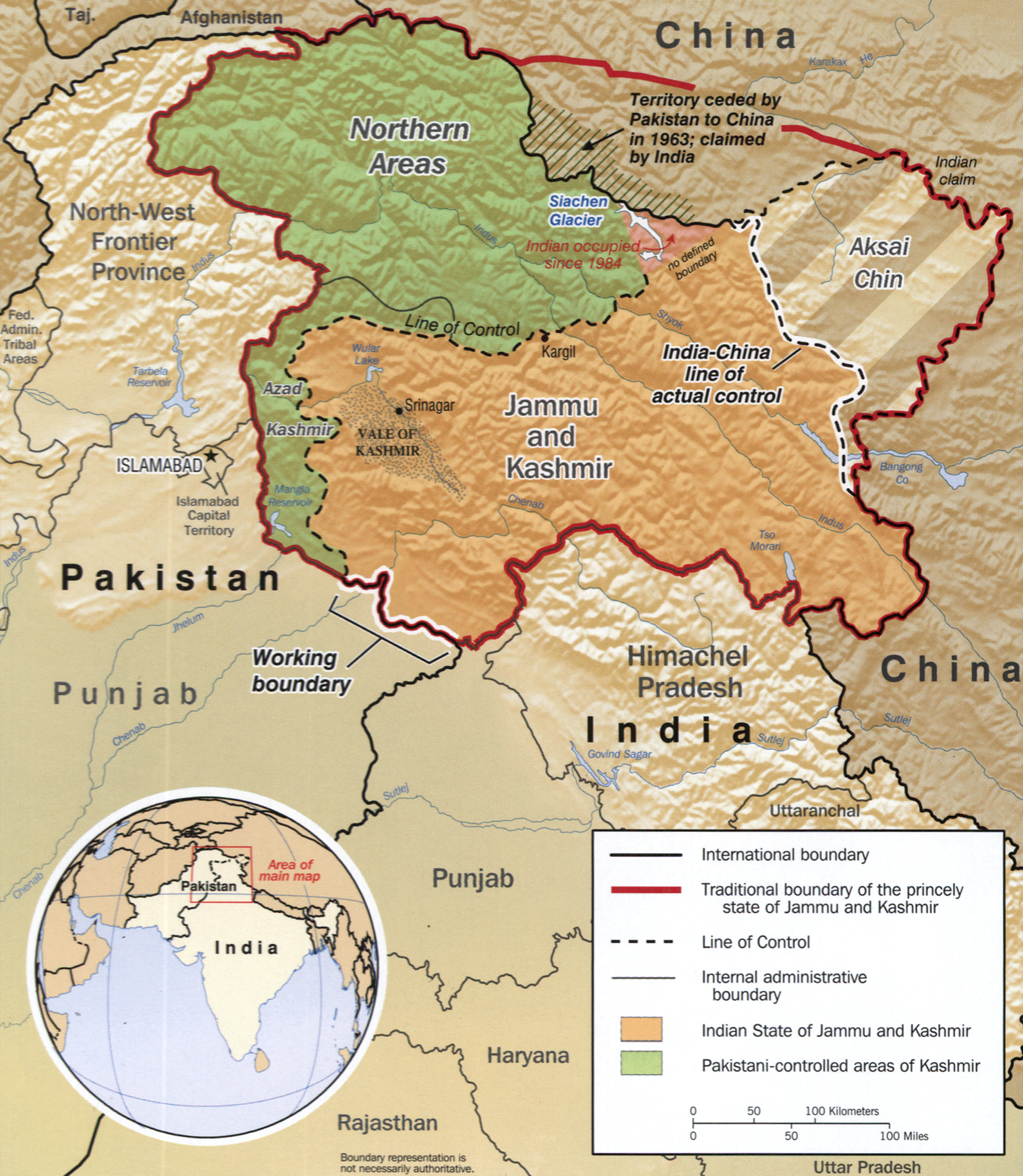
カシミールの図: 緑はパキスタン支配, オレンジはインド支配.　赤枠内は旧ジャンムー・カシミール藩王国の支配地

カシミールあるいはカシュミール（カシミール語: کٔشِیر / कॅशीर, 英語: Kashmir, ウルドゥー語: کشمیر）は、インド北部とパキスタン北東部の国境付近にひろがる山岳地域である。標高8000m級のカラコルム山脈があり、パキスタンと中国の国境には世界第2の高峰K2がそびえる。

## 概要
カシミールの帰属をめぐっては、インド・パキスタン・中国の3国、特に印パの対立が絶えない。中世にはカシミール・スルターン朝が支配し、その時に住民の多くがムスリムに改宗した。対立の背景にはイスラム教（パキスタン）とヒンドゥー教（インド）の対立があり、インド実効支配地域でのイスラム教系組織による分離独立運動も広義のカシミール問題に含められる。
日本の学校教育用地図帳では、パキスタンから中国へ割譲された地域を除き、印パ中3国の主張するすべての地域を所属未定とし、軍事境界線である実効支配線・管理ラインのみを描く手法がとられている。

## 各国の実効支配地域

### インド
インドの実効支配地域は、かつてジャンムー・カシミール藩王国（1846年 - 1947年）があった地域で、現在はジャンムー・カシミール連邦直轄領およびラダック連邦直轄領となっている。文化・宗教的に3つに分けるならば、カシミール渓谷地域（ムスリム95％）、ジャンムー地域（ヒンドゥーが過半数）、ラダック地域（仏教徒とムスリムがほぼ半数ずつ）の西半の地域である。なかでもカシミール渓谷は自然の美しさと係争が同居する州の中心地である。州都かつ最大の都市は、避暑地として知られるシュリーナガル。
高級織物のカシミアは、この地域原産のカシミアヤギの毛から作られたことに由来する。

### パキスタン
パキスタンの実効支配地域は、ギルギット・バルティスタン及びアザド・カシミールと呼ばれている。

### 中華人民共和国
中国の実効支配地域は、ラダック地方の東半にあたるアクサイチン及びカラコルム回廊となっている。アクサイチンは大部分が新疆ウイグル自治区ホータン地区ホータン県、南部の一部がチベット自治区ガリ地区ルトク県となっている。カラコルム回廊は新疆ウイグル自治区カシュガル地区タシュクルガン・タジク自治県となっている。

## 歴史
18世紀、ドゥッラーニー朝とムガル帝国は、マラーター同盟との度重なる戦闘（マラーターのインド北西部侵攻、第三次パーニーパットの戦い、ノウシェーラの戦い）で弱体化し、ドゥッラーニー朝の影響が及ばなくなった空白地帯に、1801年に新興国シク王国が登場した。
カシミールの東側半分以上を占めるヒマラヤ山脈とカラコルム山脈に挟まれた一帯、ラダック（およびザンスカール）地方とバルティスターン地方は、元々チベット系のラダック王国があったが、1834年に最後の王Tsepal Namgyalがシク王国に敗れ、en:Stokに追放され、シク王国の支配下に入った。
1841年にはシク王国のドーグラー勢力とチベットとの間でドーグラー戦争が起きた。その際に捕虜となったカシミール兵士の末裔数千人が、ラサなど中央チベットに居住している。これらはカチェ（チベット語でカシミール人）と呼ばれ、イスラム教の信仰を保っているが、言語や大部分の習俗はチベット人に同化している。これがひいてはチベットでイスラーム教徒の移民を漠然とカチェと呼ぶようになり、青海省・甘粛省方面から移住してきた回族もギャナ・カチェ（直訳すれば「中国のカシミール人」の意）と呼ばれる。
だが1845年からのシク戦争では、第1次シク戦争のソブラーオーンの戦いでイギリスがシク王国を破り、ラホール条約を締結した。この条約をもってイギリス間接統治のジャンムー・カシミール藩王国が成立した。

### グレートゲーム
イギリス植民地統治下のインドでは、国内の様々な地域に大小無数に散在する藩王国をイギリスが間接的に統治していた。
1885年、アフガニスタン首長国（en）とロシア帝国とのパンジェ紛争が発生。
1886年、フランシス・ヤングハズバンドが満州からゴビ砂漠を横断し、カラコルム山脈のマスタフ峠を越えてインドに至る「中国-インド間のルート」を開拓。
1889年にフンザによる「ヤルカンド-インド間の交易路」への襲撃が激化。1890年に、ヤングハズバンドが南下するロシア帝国のブロニスラフ・グロンブチェフスキー率いるロシア軍兵士にワハーン回廊のボザイ・グンバズで拘束されそうになる事件が発生し、1891年のフンザ・ナガル戦争が勃発。

### カシミール紛争
1947年8月、その前までイギリス植民地のイギリス領インド帝国として1つのまとまりだった広大な地域が、植民地独立を契機に、ヒンドゥー教徒が多数派であるが多民族・多宗教の国是（ガンディーの「一民族論」）を掲げるインドと、イスラム教徒は別個の民族と見なすジンナーらの「二民族論」に基づきイスラム教を国教とするパキスタンの2つの国家に大きく分裂した。
このインド・パキスタン分離独立によって、それぞれ藩王国はいずれかの側に帰属することを迫られていた。しかし、カシミール藩王ハリ・シングは自身がヒンドゥー教徒、対して住民の80%はムスリム（イスラーム教徒）という微妙な立場にあり、独立を考えていた。パキスタンが武力介入してきたことで、ハリ・シングはインドへの帰属を表明し、インド政府に派兵を求めた。これが第一次印パ戦争（印パ戦争）の発端である。以後、この地域についてはパキスタンとインドが領有を主張し、これまで大小の軍事衝突（カシミール紛争）を繰り返し、第二次印パ戦争、第三次印パ戦争、カールギル紛争まで争っている。また、インドは中国とも領有権を争い、カシミールとその東部地域のアクサイチンおよびラダック・ザンスカール・バルティスターンで激しい戦闘となった（中印国境紛争）。その後、ほぼ中間付近に管理ライン（LOC）が引かれ、2000年代後半にはインドはジャンムー・カシミール州を、パキスタンはアーザード（自由）・カシミール州とギルギット・バルティスタン（旧称：北方地域）を、中国はアクサイチン及びカラコルム回廊を実効支配することとなりました。。
1990年代に入るとパキスタンの支援を受けた過激派のテロが頻発し、治安部隊の過剰ともいえる反撃が続いた。
2002年の州議会選挙の時、ジャンムー・カシミールのヒンドゥー勢力が州を3分割してジャンムー州を建設すべきとの主張をした。また、ラダック地域では自治権拡大の要求が起きている。
2006年、インド人観光客が戻り始めたが、それらの観光客を狙ったテロが横行した。
2014年にインドの首相に就任したナレンドラ・モディはヒンドゥー至上主義者でカシミール問題でパキスタンに対して強硬路線を取り、双方の砲撃や銃撃戦も起きるなど両国で非難の応酬がされ、2019年2月にはインドは48年ぶりにパキスタンの越境空爆（バーラーコート空爆）を行い、パキスタン空軍とインド空軍がカシミール地方で空中戦を行ってパキスタンはインド空軍機2機、インドはパキスタン空軍機1機を撃墜したとそれぞれ発表して緊張状態になった。
同年8月5日、インド政府は国内で唯一イスラム教徒が多数派となっているジャンムー・カシミール州の特別自治権について規定していたインド憲法第370条を廃止することを決定し、特別自治権を剥奪する大統領令を公布してインターネット通信などを制限した。また、インド政府は議会にジャンムー・カシミール州再編成法を提出、かねてから特別自治権の撤廃を主張してきたインド人民党の賛成で承認され、8月9日に成立した。これに対して抗議するデモ隊と治安部隊の衝突が起き、住民に対する治安部隊の暴行や拷問もあったと報じられており、パキスタンは人権侵害と反発した。
ジャンムー・カシミール州再編成法の規定により、ジャンムー・カシミール州は2019年10月31日付けで廃止され、ラダック連邦直轄領とジャンムー・カシミール連邦直轄領とに分割された。

### カシミール地震
一部で「カシミール地震」とも呼ばれる2005年10月8日のパキスタン地震の後、同地は莫大な労力と巨額の復興費用を必要としている。

### ダウラト・ベグ・オルディ
2013年4月、ダウラト・ベグ・オルディで2013年ダウラト・ベグ・オルディ事件が勃発した。

### カシミール紛争再燃危機
2025年4月22日、インド直轄領のジャンムー・カシミール連邦直轄領にある観光地として知られていたパハルガム地区にて、外国人2名を含む観光客26名が武装集団の襲撃を受けて、死亡するテロ事件が発生した。この武装集団は、パキスタンを拠点とするイスラム過激派「ラシュカレ・タイバ」の分派組織とされており、インド政府はパキスタンが同組織を支援していると非難、直ちに両国の国境封鎖、パキスタンの駐在武官の国外退去処分、インダス川の水資源配分を定めた2国間協定の停止という対抗措置を発表した。これを受けてパキスタン側もインドの駐在武官の国外退去処分に加えて、インドの航空会社のパキスタン領空通過の禁止、インドとの貿易停止措置を発表し、既に国境周辺では両軍の小競り合いが頻発するなど、インド側は今後報復も辞さない姿勢を示し、パキスタン側も厳戒態勢を敷くなど両国による軍事的緊張が高まっている。

## 住民

### 民族
カシミール人、ラージプートなど。

### 言語
カシミール人の言語はインド語派カシミール語などの諸語で、ラダックではチベット語西部方言に属するラダック語、バルティスターンではラダック語のバルティ方言が話される。

### 宗教
住人の宗教はイスラーム教が支配的であるが、この地域のイスラム教は、スーフィズムやヒンドゥーの影響を受けた非常に独特のものである。この世の全てのものが絶対神（アッラー）の化身であると考え、多神教との折衷的な汎神論的世界観を保有している。この世界観に基づき預言者を通じずに神との交信が可能であると考えられており、独特の神秘的儀式が多数存在している。
ヒンドゥー教徒とイスラーム教徒が対立するカシミール問題の中では看過されがちであるが、チベット圏に属するラダック地方ではチベット仏教が信仰され、現在では最もよくチベット仏教の伝統を保存する重要な信仰拠点の1つとなっている。またバルティスターンは、チベット系民族でありながらイスラーム教を信仰する特徴的な地域である。